# Waterloo (North Lanarkshire)

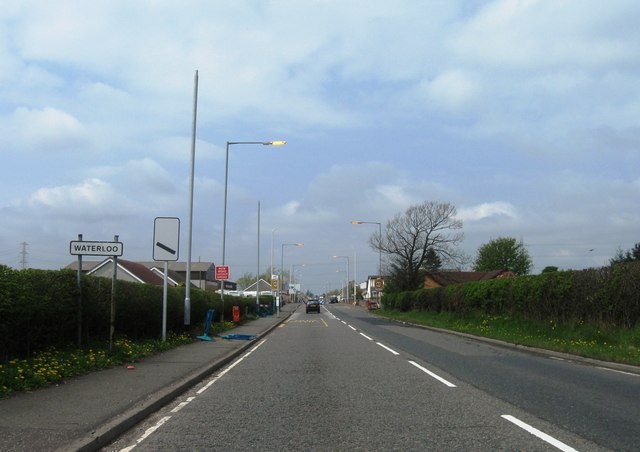
Zufahrt nach Waterloo von Osten

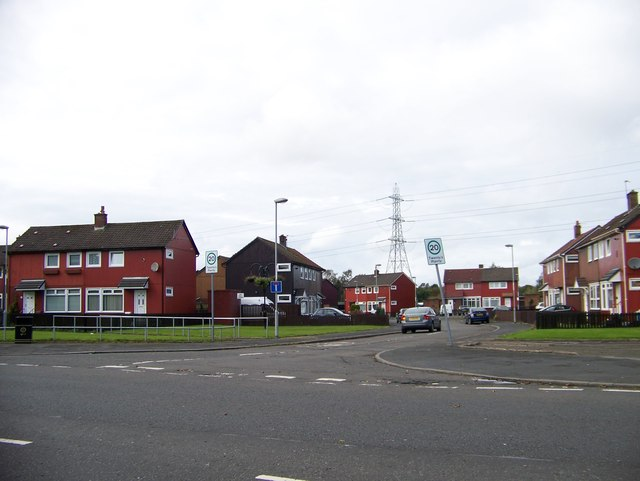
Nebenstraße mit Häusern in Waterloo

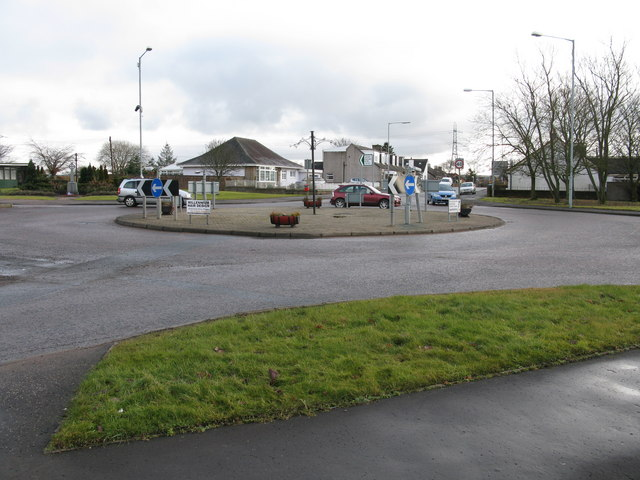
Kreuzung der Fernstraßen in Waterloo

Waterloo ist eine kleine Ortschaft, die südöstlich von Glasgow in der Region North Lanarkshire in Schottland liegt.

## Geographie
Waterloo liegt im Westen der Central Lowlands in einem breiten Tal, das durch den Clyde gebildet wird. Er fließt südwestlich des Ortes, an seinem Ufer liegt auch, etwa anderthalb Kilometer flussabwärts im Nordwesten, die Stadt Wishaw. Weitere Ortschaften in der Nähe sind Overtown im Südwesten, Wildmanbridge im Südosten und Newmains im Nordosten.

## Historisches
Im Rahmen der historischen Gliederung Schottlands in Civil Parishes zählt Waterloo zu Cambusnethan, das zu Lanarkshire gehörte.

## Verkehr
In Waterloo kreuzen sich zwei Fernstraßen. Diese sind die A71, die von Edinburgh kommt und in Irvine endet sowie die, von Maryville nach Kirkdean führende A721.